# Leyenda de la Encantada

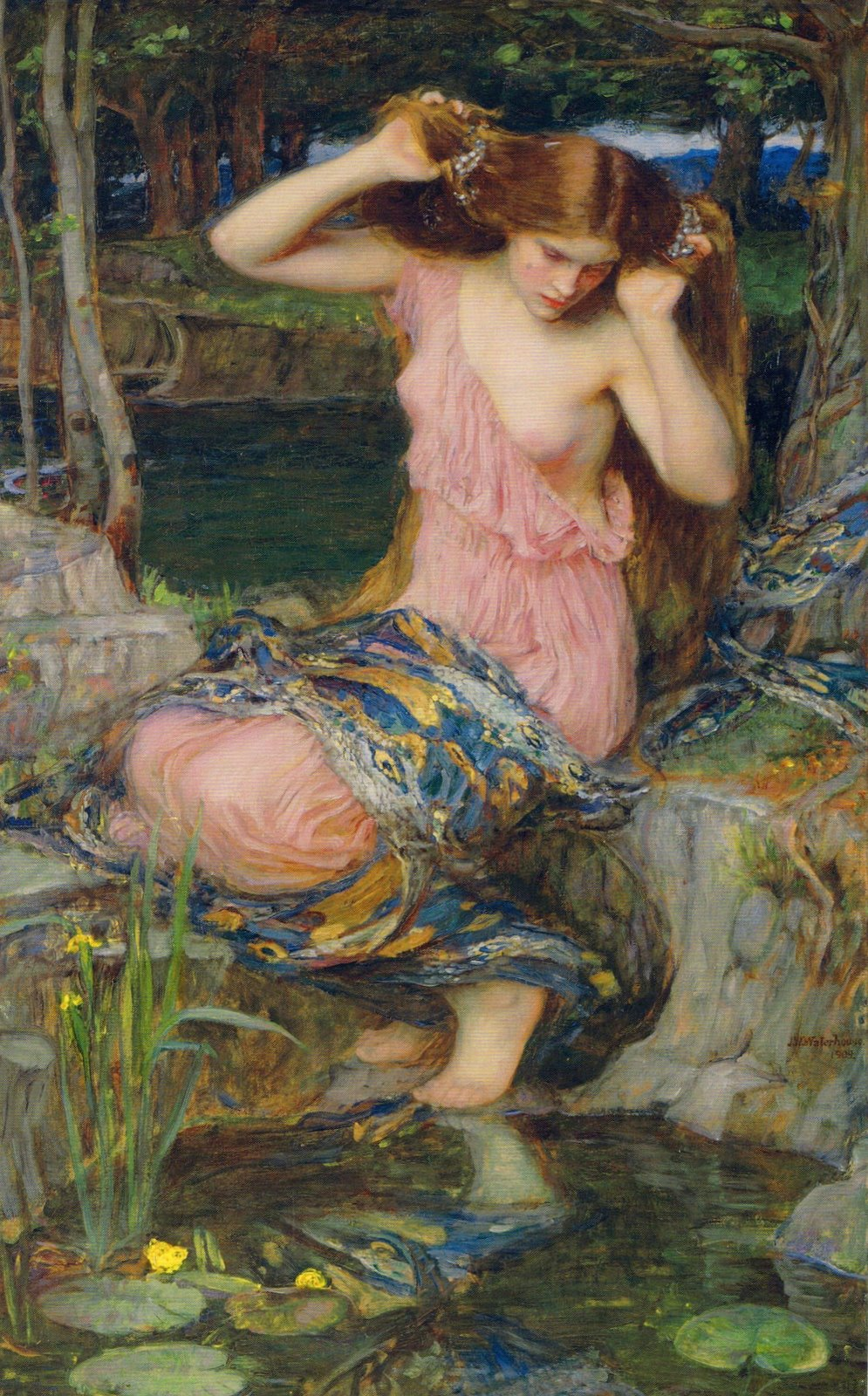
Lamia (versión 2) de John William Waterhouse.

La Leyenda castellana de la Encantada es un nombre genérico que hace referencia a un conjunto de tradiciones orales y leyendas mitológicas narradas en numerosas localidades españolas. A pesar de que existen múltiples variantes locales, son comunes una serie de elementos: la protagonista (una joven de larga cabellera), el momento temporal (Noche de San Juan), manifestación (peinándose) y otros elementos (espejo, peine —generalmente de oro—, boda).
La Encantada está íntimamente relacionada (supuestamente) con seres mitológicos como las Lamias, Mouras (mitología gallega), Mari y Mairu (mitología vasca), las Anjanas (mitología cántabra) y las Xanas (mitología asturiana), De hecho una y otras, en esencia, son versiones diferentes de la misma narración pero adaptadas a entornos culturales particulares. Asimismo, su relación con la figura mexicana Xtabay sugiere una presencia antiquísima y casi universal del mito o una posible difusión transatlántica, bien a través de los procesos de conquista de América, en el proceso inverso mediante la importación de leyendas de los pueblos americanos originarios, o bien tratándose de una tradición de ida y vuelta.

## Toponimia

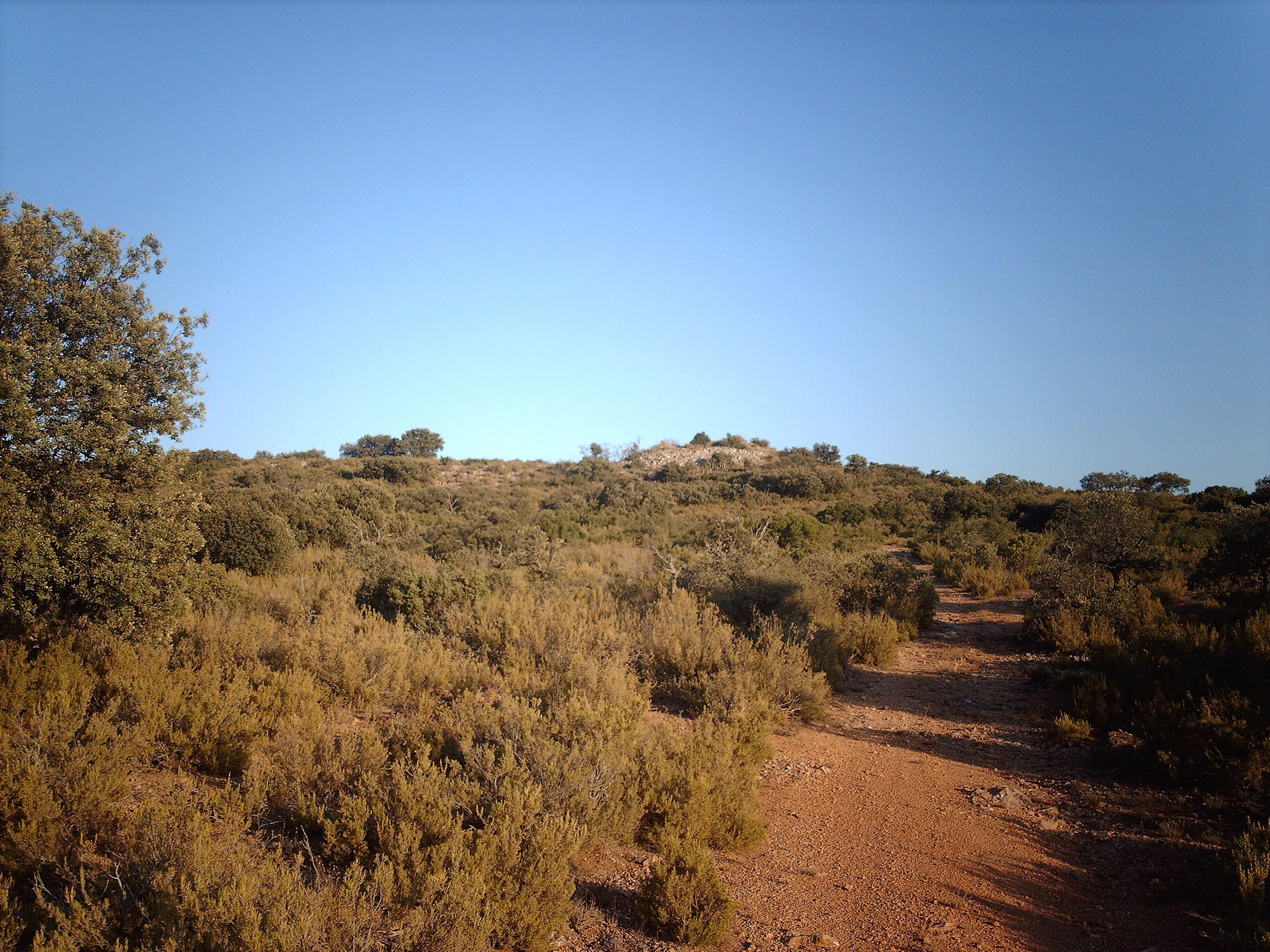
Microrreserva La Encantá Villarrobledo (Albacete)

El término encantada es bastante habitual en la toponimia y microtoponimia española y, normalmente, designa la aparición. 
Gálmez de Fuentes considera dicho topónimo como una explicación o adaptación a posteriori del término prerromano *kanto ('piedra, orilla pedregosa'). Otro paralelismo es que, en dichos lugares, suelen existir yacimientos arqueológicos, por lo que se considera un indicador bastante fiable en la prospección previa.
Muchas veces el topónimo se presenta bajo la forma mora encantada, lo que puede inducir a creer que los yacimientos son de la época de la dominación musulmana. No es cierto, pues muchos de ellos son anteriores y ponen de manifiesto una pervivencia de substratos culturales que reflejan la antigüedad y el recuerdo histórico del lugar. La explicación a esas supuestas moras (que se trata de una adaptación al castellano del gallego mouras, que designa a las encantadas de Galicia y Portugal) puede estar relacionado con el término prerromano *mor ('túmulo, montón de piedras') y, a su vez, con las morras, poblados típicos del Bronce Manchego. Tampoco está muy lejos, etimológicamente, de estas moras y mouras el nombre de la diosa vasca Mari.

## Versiones

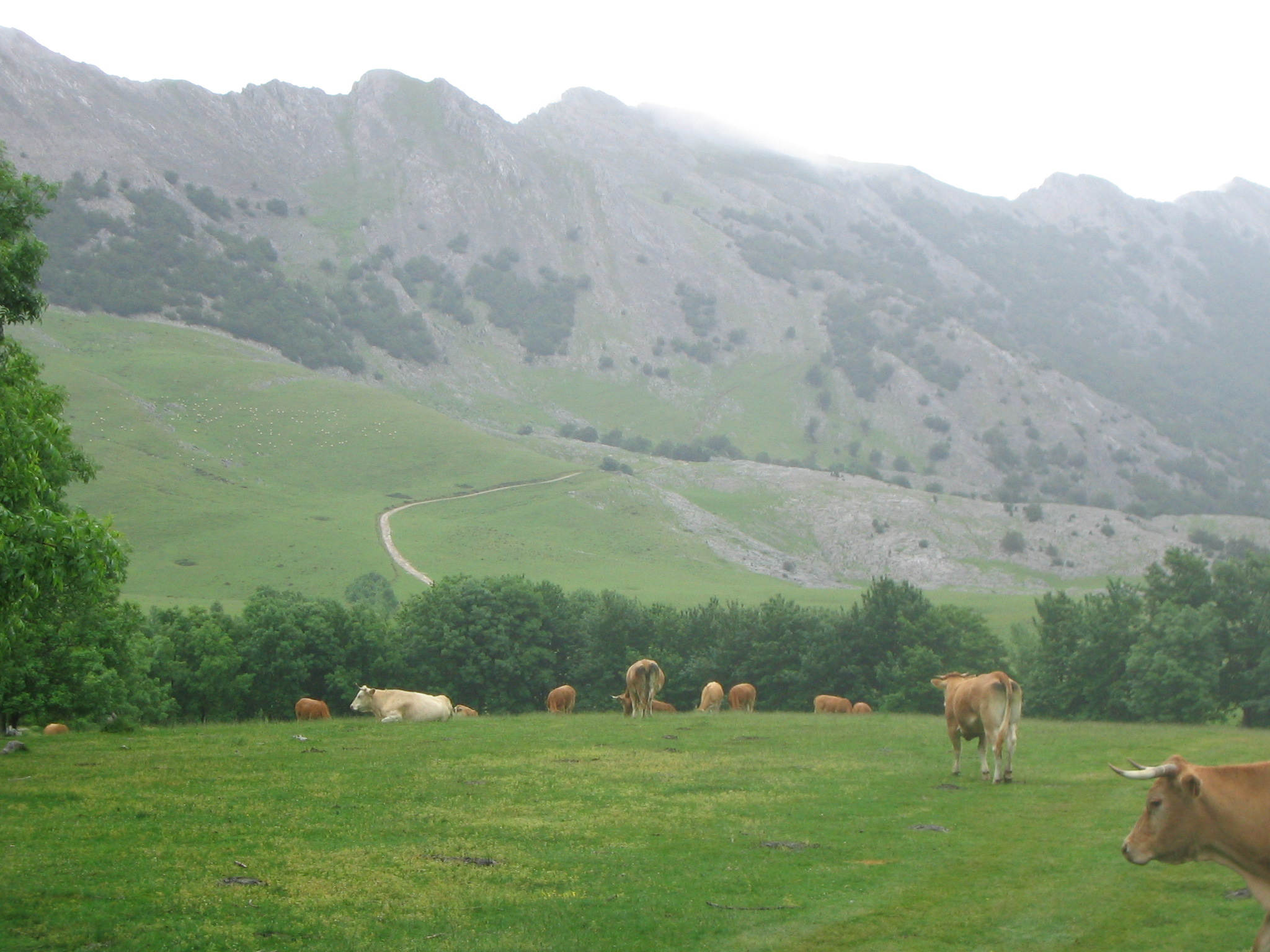
Monte Aquetegui

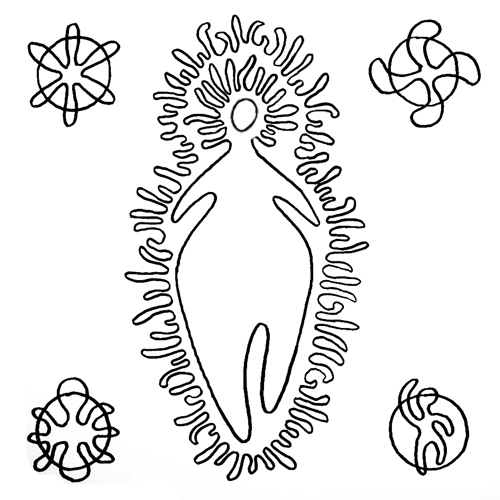
Representación de la diosa vasca Mari.

En esencia, la leyenda narra la aparición de una bellísima joven peinando su larga cabellera con un peine de oro, en torno a la Noche de San Juan y en las cercanías de un castillo, cueva u otro paraje natural cargado de fuerte simbolismo. El encuentro con ella puede suscitar un encantamiento del espectador que, generalmente, es un pastor o agricultor. Algunas de las distintas versiones del mito son:

### Aquetegui (Cegama)
Un pastor se acercó un día a la boca de la espantosa cueva que se abre en la parte oriental de la cresta del Aquetegui. Había oído que Mari habitaba aquella oscura caverna y que solo se dejaba ver cuando salía a la entrada a peinarse su hermosa cabellera.
Recopilado por José Miguel de Barandiarán

### Baza
En el río de Baza, a un kilómetro aproximadamente de la carretera de Murcia-Granada, hay una terrera con unas cuarenta o cincuenta cuevas con varias ventanas, llamada Terrera de los Argálvez, donde cuentan los más viejos del lugar, que todos los días de San Juan, al salir el sol se asomaba por las ventanas una mujer morena con el pelo muy largo y que año tras año aumentaba la curiosidad por verla, hasta que un día de San Juan, que nadie sabe la fecha exactamente, al salir el sol se asomó por una de las ventanas de la cueva con un peine en la mano derecha y una daga en la mano izquierda y dirigiéndose hacia un señor que esperaba, le dijo: ¿qué quieres: la dama, el peine o la daga?, a lo que el señor contestó: la daga. Ella entonces le dijo: ¡pues con ella te atraviesen el alma, porque me has encantado para otro tanto tiempo!
Recopilado por Antonio Selva

### Benamor (Moratalla)

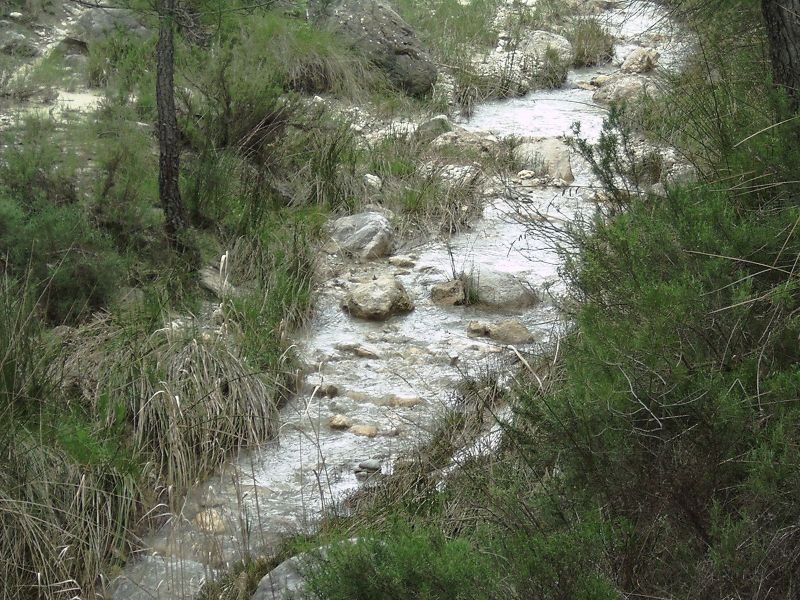
Arroyo Benamor

En los tiempos visigóticos, aquellas tierras de Moratalla habían tejido otra historia de amor. Estando la princesa Ordelina prometida en matrimonio con el noble Sigiberto, quebrantó instantes antes de la boda su palabra para casarse con Hiliberto, rival de aquél. Contrajeron el vínculo vísperas de San Juan, pero el matrimonio no quedó consumado porque a media noche moría repentinamente Ordelina, quedando condenada su alma a vagar en pena eternamente, a causa del perjurio, cobrando figura humana sólo y en cada año, la noche de San Juan, cuando el destino le permitía salir de la tumba para peinarse sus largos cabellos en el arroyo de Benamor.
Recopilado por Juan García Abellán

### Coy
En la noche de San Juan una princesa mora vestida de blanco y con largo cabello sale de la cueva de la Encantá a peinarse y lavarse la cara en el manantial de la Fuente. Antaño la gente no salía a la calle esa noche por el temor a quedar encantado. La cueva se encuentra en el Cabezo de la Encantá, donde existen restos de una antigua torre de vigilancia de la época medieval que, junto al castillo de Coy, formaba parte de construcciones defensivas de Campo Coy.

### Las Camarillas (Hellín)
En la madrugada del día de San Juan (24 de junio), solía aparecer una dama muy blanca con el pelo muy largo y rubio al pie de la cueva de la Camareta, a orillas del camino de la Junta de los Ríos, muy próximo al río Mundo, sentada en una piedra y peinándose con un peine de oro, preguntándole, si alguien pasaba por allí, sobre qué le gustaba más, si el peine o ella. Dicen que en cierta ocasión pasó un pastor y al hacerle la pregunta, éste respondió que el peine, exclamando ella: ¡maldito seas, que por tu culpa seguiré encantada!
Recopilado por Antonio Selva

### Manzanares el Real. La Pedriza
La Cueva de la Mora en la Pedriza, Manzanares el Real (Madrid), recuerda a historias que se repiten a lo largo de la geografía española debido quizás a la larga ocupación musulmana. Existe otra leyenda con este título, recogida por Gustavo Adolfo Bécquer en sus Leyendas, situado en la localidad navarra de Fitero.
La cueva, de difícil acceso, se halla cerca del refugio Giner de los Ríos, concretamente enfrente de su fachada principal y al este de la Peña Sirio. Parece ser que la hija de un rico árabe quedóse prendada de un joven cristiano. Ante esta situación fue secuestrada y retenida por sus familiares musulmanes en el interior de esta cueva. Pasaron los años y el caballero cristiano no regresó jamás, a pesar de la ansiada espera por parte de la joven, por lo cual, según las creencias de la gente, de cuando en cuando, el alma de la despechada joven se desliza vagando entre las formaciones rocosas y canchales tratando de buscar a su amor perdido.

### Paterna del Madera

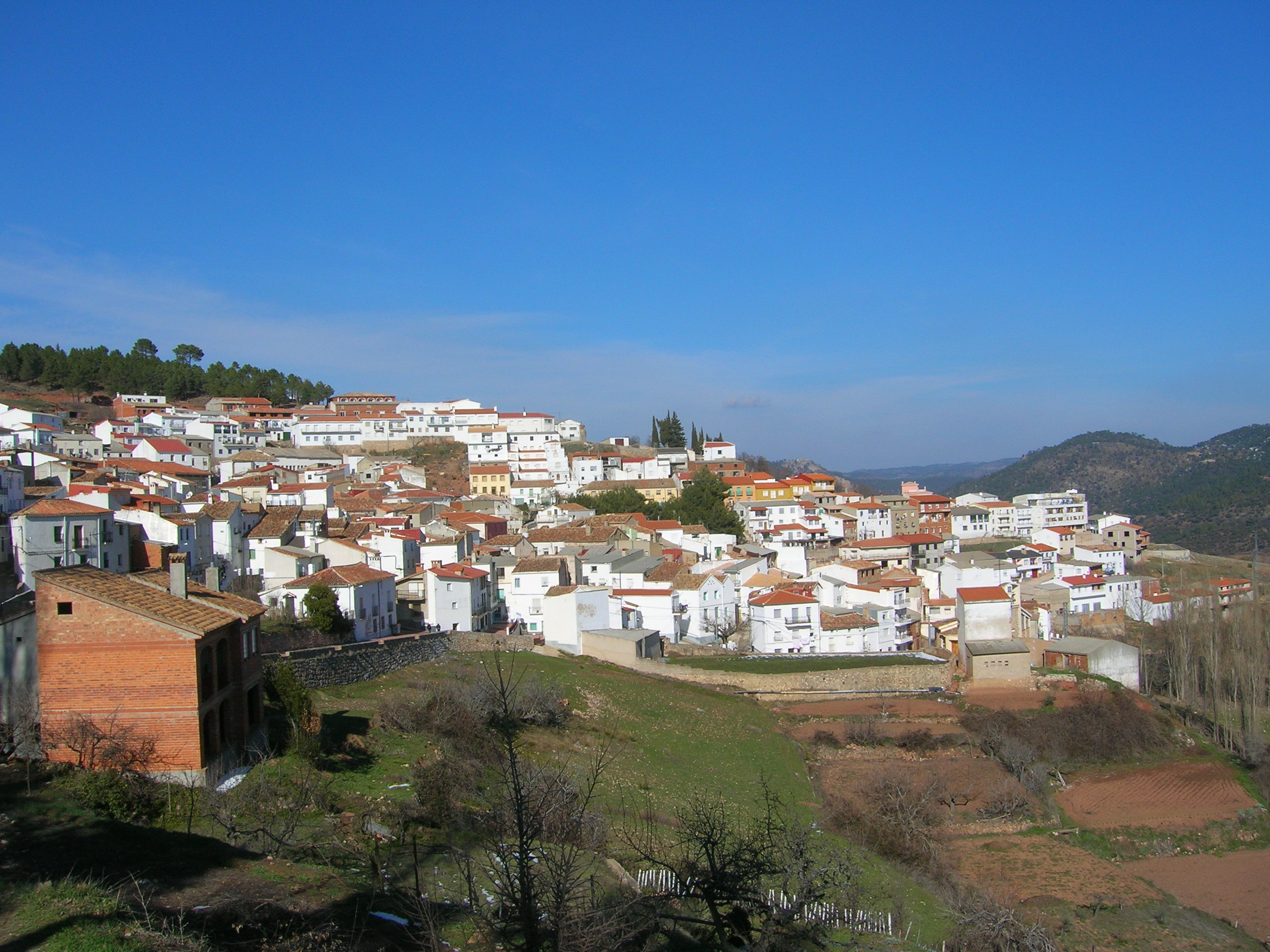
Paterna del Madera.

Una cueva situada entre el Río Madera y Casa Rosa, conocida como la cueva de la Encantada, donde en las madrugadas de la noche de San Juan aparecía una dama vestida de blanco, peinándose las largas melenas.
Recopilado por Antonio Selva

### Puerto Lumbreras
Cuentan que en una cierta ocasión cuando anochecía, un pastor casi anciano encontró junto a un baladre a una hermosa dama. Ésta le llamó y le dio a elegir entre un peine de oro, que sostenía en una mano, o su persona. El anciano eligió el peine y la joven lamentándose espetó: ¡ay, que me has encantado por cien años más! y desapareció tras un resplandor.
Recopilado por Antonio Selva

### Rojales
La Encantá es una leyenda tradicional de Rojales, un pueblo de la Vega Baja del Segura en la provincia de Alicante. La historia cuenta que hace ya bastantes siglos, en el Medievo, una princesa árabe llamada Zulaida o Zoraida se enamora de un príncipe cristiano, provocando las iras de su padre, el rey moro, que la maldice a vivir por siempre encantada dentro del monte redondo llamado Cabezo Soler, al lado del río Segura, en el camino que va del pueblo de Rojales a Guardamar. Todos los años, y sólo en la Noche de San Juan, la Encantá se aparece en el Cabecico Soler para que alguien la libere. Si algún hombre valiente se encuentra con ella, la Encantá le pedirá que la lleve en brazos hasta el río Segura para bañar sus pies y así poder romper el maleficio. Pero para el hombre que la lleva, la Encantá se hace cada vez más pesada, por no mencionar a los monstruos que salen a su encuentro, provocando que el pobre valiente caiga desfallecido al suelo soltando a la princesa, condenándola a volver así a su encierro en el monte, y cargando él a su vez con una maldición formulada por ella, al no lograr su objetivo: la de morir con la lengua fuera.
Esta leyenda ha sido recordada gracias a la tradición oral y a la novelización del escritor Fausto Cartagena. También existe una obra teatral escrita por Salvador García Aguilar, que fue dirigida con gran éxito por el afamado director Alberto González Vergel, y un mediometraje con título La leyenda de la Encantá, dirigido por Francisco Jorge Mora García y Joaquín Manuel Murcia Meseguer en el año 2002 y que obtuvo la Mención Especial en su categoría en el Festival Internacional de Cine Cinema Jove de Valencia. Años después, el compositor Francisco Jorge Mora García compone varias piezas instrumentales y corales inspiradas en la leyenda de la Encantá («Noche de San Juan», «Tema de Zulaida», «Batalla en el Cabezo Soler»,…).

### Planes de la Baronia
Según el cuento relata de Planes de la Baronía, provincia de Alicante. La Encantada: van cayendo las aguas al barranco llamado la encantada, hay una piedra circular de unos cinco pies de diámetro, que en forma de ventana cerrada se ve en la garganta del barranco a 20 pies sobre el nivel ordinario de las aguas, se dice que es la entrada de una cueva en la que los moros encerraron sus tesoros y a una doncella que encantaron para protegerlos y que se dice que cada 100 años se aparece. Un labrador un día se la encontró y ella le preguntó: "¿qué deseas más esta peineta de oro o a mi?". El labrador le contestó que deseaba la peineta, y ella le contestó: "¡siempre serás desgraciado!. En aquellos peñascos de allá arriba tengo un palacio encantado, nunca serás feliz, si me hubieras elegido a mí, la fortuna que tengo allí sería para nosotros dos". Al despuntar los rayos del sol, la mujer desapareció dejando sin nada al labrador.

### Usanos
La Encantada de Usanos es una leyenda tradicional de Usanos, provincia de Guadalajara. La leyenda ha pasado de generación en generación y habla de una lamia o mujer embrujada y bellísima que en el cerro del Castillejo, según se va desde Usanos al término de Galápagos, tiene su guarida en una cueva, de la que mana un riachuelo.
Los días de San Juan de cada año es visible la lamia, la cual peina sus cabellos largos y de oro con un peine en una mano y una daga en la otra, intentando cambiar su lugar con cualquier transeúnte que por allí se acerque en esa fecha. Para que el hechizo ocurra basta con que el transeúnte sostenga la mirada a la lamia, o entable conversación con ella, momento en que el cambio de persona embrujada se produciría.
Esta leyenda ha sido recordada gracias a la tradición oral y a haber sido poetizada y recogida en el libro Castilla, este canto es tu canto (Parte II) del escritor Juan Pablo Mañueco, en el año 2014.

### Villarrobledo

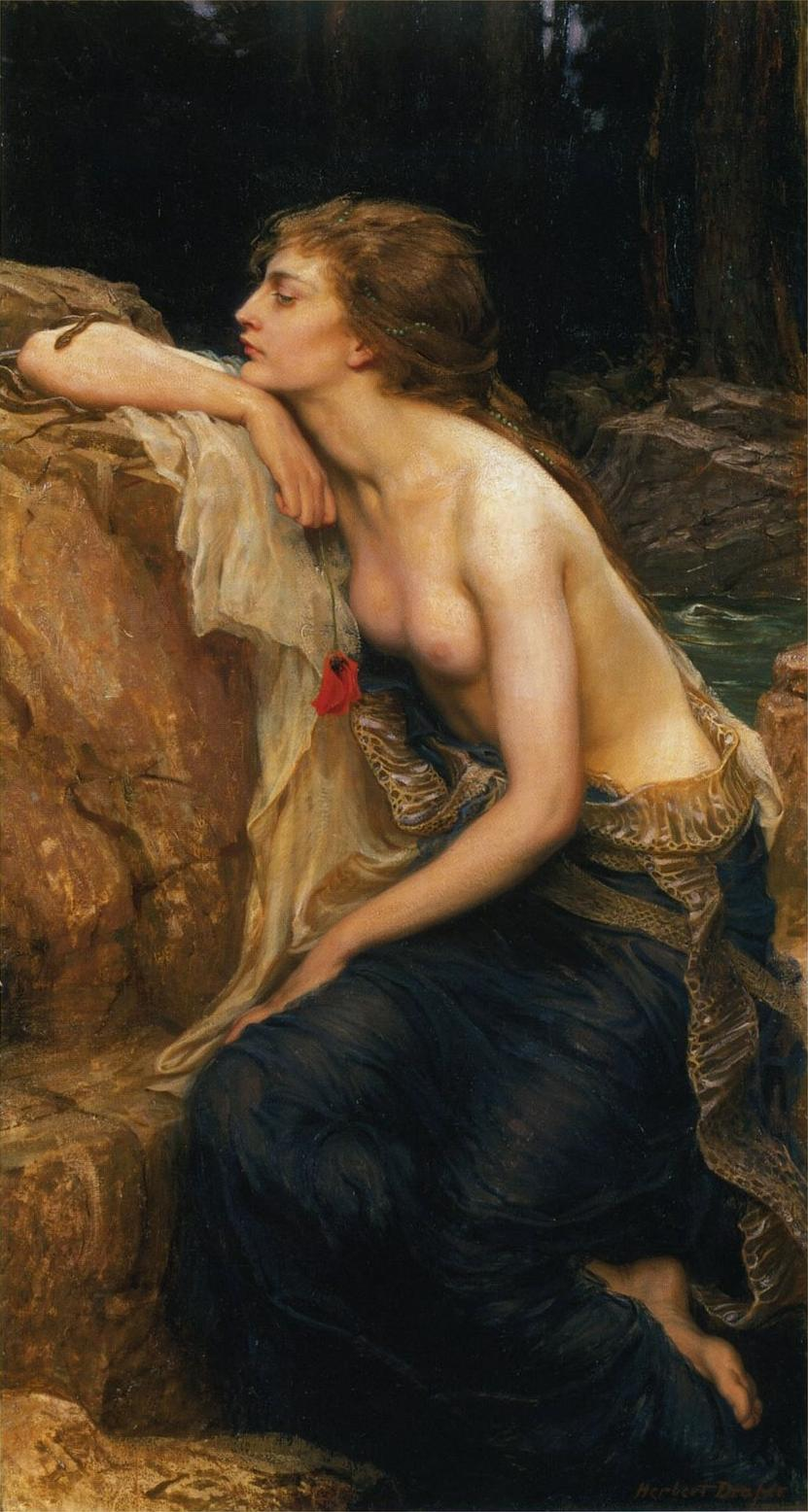
Lamia de Herbert James Draper

En esta versión aparecen los elementos fundamentales: bellísima joven, la maldición (o encantamiento), el peine de oro o la Noche de San Juan. Sin embargo, lo peculiar es que une la leyenda con la realidad puesto que, efectivamente, en la zona hay un castillo y otros cercanos y crecen flores raras que no se pueden encontrar en otro lugar.

Resumen del texto recopilado por Elvira Menéndez y José María Álvarez: En la noche de los tiempos, una joven y bellísima princesa llamada Dulciades, hija del señor de un castillo, es raptada por Draskolín, un príncipe malvado y depravado hijo de Hastrano, señor de otro castillo vecino. El cruel príncipe da muerte al aya de la princesa que, antes de morir, pronuncia una maldición contra él. Con motivo de esa maldición el príncipe muere en una de sus frecuentes correrías y, como castigo, su padre encierra a la princesa en una mazmorra. Después ordena a la bruja Nasanta que prepare un veneno para matar a la princesa. Cuando se lo ha suministrado, se aparece el aya y empareda a la bruja, aunque no puede evitar que el bebedizo haga parte de su efecto. Sólo consigue que la princesa duerma en un estado letárgico hasta que, una vez al año cada Noche de San Juan, despierte. Esa noche aparece La Encantada, una delicada y bellísima joven de tez clara, peinando su larga y hermosa cabellera con un peine de oro, para regar y cuidar unas flores extrañas que sólo crecen allí. Otras versiones de leyenda añaden que, si la ves y te mira fijamente a los ojos, ocuparás su lugar.
Recopilado por Elvira Menéndez y José María Álvarez

## Significados

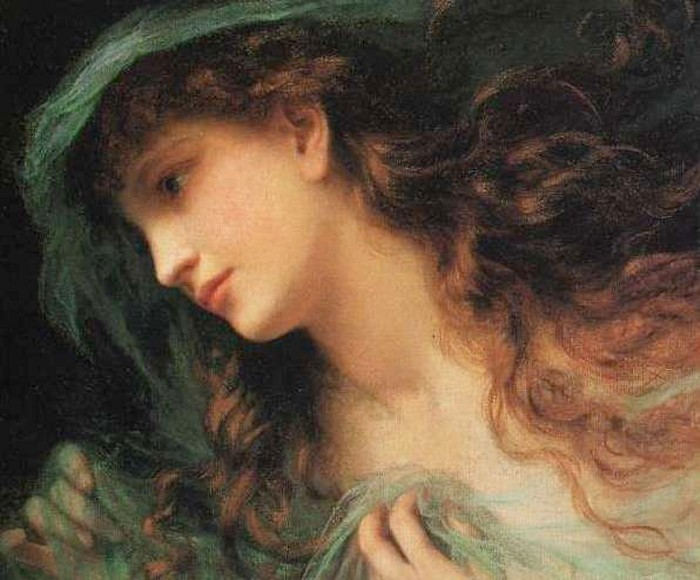
La cabeza de una ninfa de Sophie Gengembre Anderson

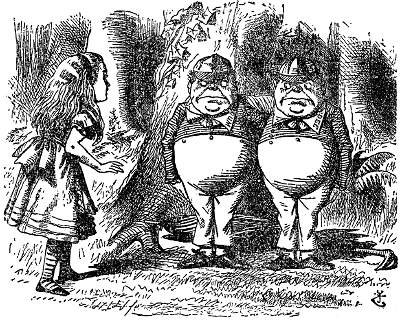
Alicia con Tweedledum y Tweedledee

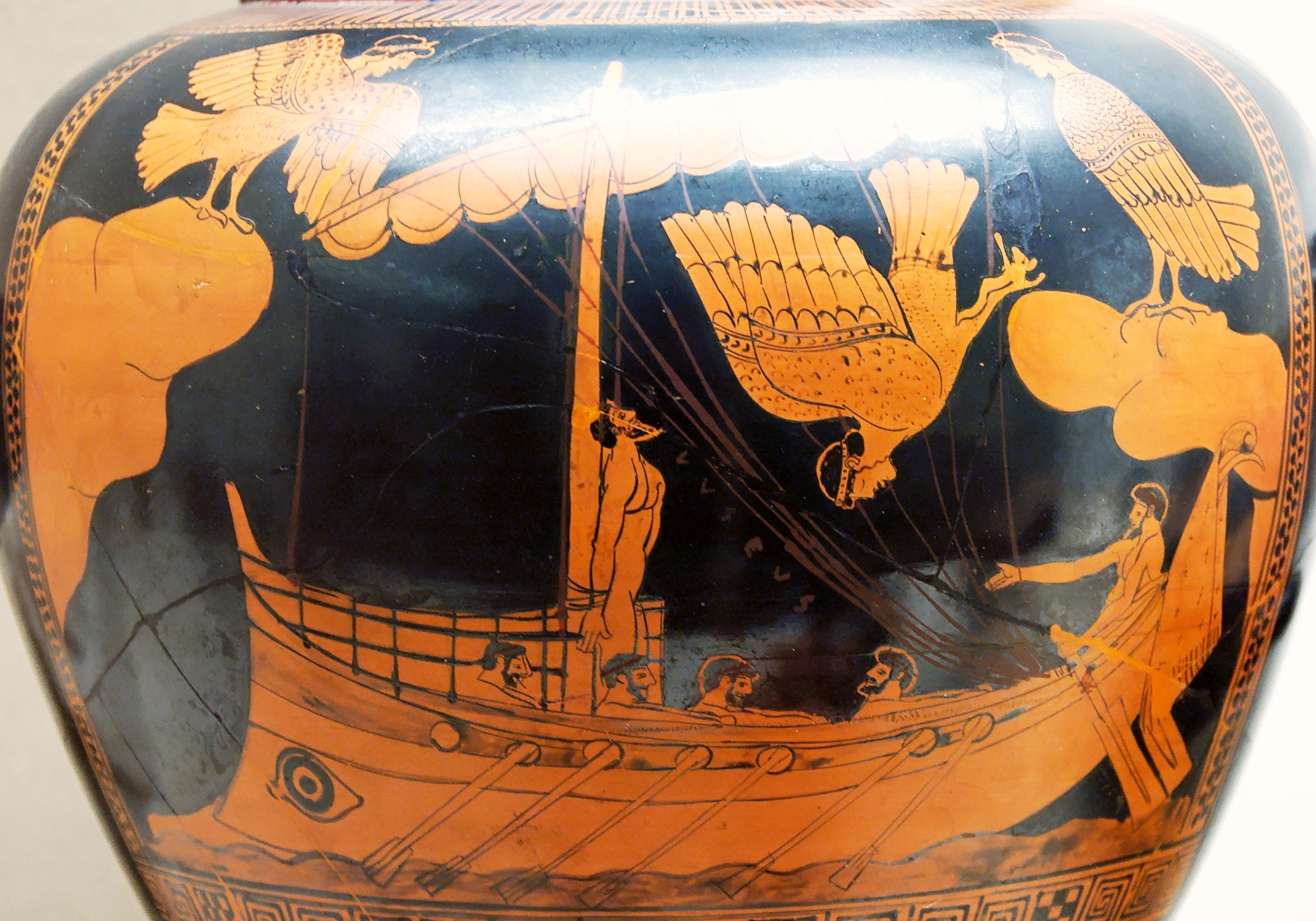
Ulises y las sirenas (cerámica ática, Museo Británico)

### General
La «historia» de la encantada, en sí misma, hunde sus raíces en un tiempo en que los conocimientos y la propia historia de las sociedades humanas se trasmitía de manera oral y reflejan manifestaciones del pasado de difícil explicación hoy en día. La Encantada recuerda a las ninfas de la mitología clásica (figuras femeninas jóvenes de gran belleza que se aparecen junto al agua). En muchas de ellas también se pueden intuir los precedentes de los cuentos infantiles (jóvenes de gran belleza física y espiritual son encantadas por algún poder maligno y quedan en espera de algún héroe valeroso que rompa su hechizo con una bella acción). Las similitudes entre los relatos sugieren un contacto cultural, quizá desde la prehistoria.
Los encuentros con Mari, las mouras y las encantadas, en general, no son positivos para el espectador; aunque existe una cierta graduación entre el terrible carácter de Mari y la posibilidad de quedar hechizado o hechizada de las encantadas. Muchas de estas últimas dan la posibilidad de la salvación para las personas que se encuentran con ellas eligiendo uno, entre varios objetos; si bien es reseñable el carácter de alguna de ellas, como la de Villarrobledo, cuya sola mirada (en clara alusión a las Lamias y la Santa Compaña) le puede servir para liberarse y dejar al infeliz espectador ocupando su lugar.

### Símbolos
Cueva
Asociadas con la tierra y el mundo subterráneo, el significado simbólico de las cuevas tradicionalmente se ha relacionado con los misterios del nacimiento y de la muerte. Como entrada a los infiernos o al mundo de los muertos, fueron utilizadas desde el Paleolítico como sitios de enterramiento. Pero las grutas son también representaciones del vientre generador de la Madre Tierra, lo que las convertía en lugares de nacimiento de los dioses, héroes, espíritus y otros seres mitológicos. A su vez, esta confluencia de la vida y la muerte las supone como ubicaciones idóneas para la realización de los ritos de muerte iniciática. Su importancia simbólica intercultural e intertemporal es notable, ya que el propio Jesucristo es sepultado en una cueva y Orfeo busca a su amada Eurídice recorriendo una cueva (el Hades).
Espejo
Está relacionado con la luna, otro símbolo femenino, y aparece en numerosas leyendas y cuentos folclóricos de carácter mágico y mitológico. Suscita aparición bien sea del pasado o visiones del futuro. Genéricamente el espejo es considerado como una puerta del alma a través de la que, por disociación, puede entrar en otra dimensión. Aparece y tiene un gran protagonismo en la obra de Lewis Carroll, A través del espejo y lo que Alicia encontró allí. No aparece en todas las versiones de la Leyenda de la Encantada.
Noche de San Juan
Fecha mágica española por excelencia pues, se dice que las hadas españolas suelen tener especial predilección por la Madrugada de San Juan. Son un gran número las leyendas, romances, tradiciones y mitos relacionados con el 24 de junio, ante la llegada del solsticio de verano en el hemisferio norte (solsticio de invierno en el hemisferio sur). Es considerada la gran noche del amor, los oráculos, la adivinación y la fertilidad. Coincidiendo aproximadamente con la festividad de San Juan, desde tiempos prerromanos se han realizado en España diversas celebraciones en las que el fuego, en forma de hogueras o luminarias, juega un importante papel. Se ha interpretado que con esta acción se pretendía «dar más fuerza al sol» que, a partir de esos días, iba haciéndose más «débil» (los días se van haciendo más cortos hasta el solsticio de invierno). El hecho de adscribirse bajo la advocación del Bautista es la muestra de la cristianización última de un rito pagano que parece haber resistido sucesivamente influencias de la religión romana, paleocristiana, musulmana y, nuevamente, cristiana.
Peine
Antropológicamente, el símbolo del peine está emparentado con el del barco (de remos). Es muy grande el parentesco lineal entre ambos y representan la penetración mutua de los elementos agua y fuego. El peine es un atributo de seres fabulosos de naturaleza femenina, como lamias y sirenas, cabe la relación del peine con la cola descarnada del pez y el consecuente significado mortuorio.

## Localización geográfica
Al trasmitirse de generación en generación y al estar ubicada en parajes muy conocidos y queridos para los lugareños, se suele pensar que la leyenda es exclusiva y privativa de cada localidad donde se presenta; sin embargo son múltiples los pueblos de España (especialmente del sureste) donde, con mayor o menor riqueza de detalles y variantes, existieron presuntas doncellas encantadas. Esta es una lista, no exhaustiva, de lugares de la geografía española donde se ha recogido.
| Municipio              | Provincia        | Lugar                                  | Elementos | Localización                                  |
| ---------------------- | ---------------- | -------------------------------------- | --- | --------------------------------------------- |
| Almedinilla            | Córdoba          | Paraje Fuente Ribera                   | Cada año en la noche de San Juan a la orilla del río Caicena se aparece el espíritu de una joven mora que busca desesperadamente a su amado. Todo comienza cuando en la bética árabe era imposible el amor entre una mora y un cristiano. Una bella joven acostumbraba a bajar al río a lavar cada día, uno de estos se encontró con un joven cristiano que al verla se enamoró de ella, surgiendo entre ellos un bello romance el cual pudieron mantener en secreto tan sólo unos cuantos días, ya que los hermanos de ellos no tardaron en descubrirlo y dar muerte al joven cristiano. Cuando ella descubrió el cadáver de su amado, enloqueció y se refugió en un cueva cercana dónde pasó sus últimos días. Desde entonces, los habitantes del lugar comentan que en la madruga de San Juan se ve a la joven mora en la orilla esperando encontrarse con a su amado |                                               |
| Baza                   | Granada          | Terrera de los Argálvez                | | 37°29′N 2°46′O / 37.483, -2.767               |
| Rojales                | Alicante         | Cabezo Soler o Cerro de la Encantada   | |                                               |
| Barchín del Hoyo       | Cuenca           | Cerro de la Mora Encantada             | |                                               |
| Caravaca de la Cruz    | Murcia           | Las Tosquillas                         | | 38°06′N 1°52′O / 38.100, -1.867               |
| Carrascosa del Campo   | Cuenca           | Cueva del Bache o de la Mora Encantada | |                                               |
| Castejón               | Cuenca           | Cueva de la Mora                       | |                                               |
| Cegama (Mari)          | Guipúzcoa        | Aquetegui                              | |                                               |
| Coy                    | Región de Murcia | Cerro de la Encantá                    | | 37°57′N 1°48′O / 37.950, -1.800               |
| Planes de la Baronía   | Alicante         | Barranc de l'Encantà                   | | 39°03′N 2°12′O / 39.050, -2.200               |
| Granada                | Granada          | Cueva de la Encantada (Montes Claros)  | | 38°47.07′N 0°20.42′O / 38.78450, -0.34033     |
| Granátula de Calatrava | Ciudad Real      | Cerro de la Encantada                  | |                                               |
| Hellín                 | Albacete         | Cueva de la Camareta                   | | 38°30′N 1°42′O / 38.500, -1.700               |
| Horcajada de la Torre  | Cuenca           | Cerro de la Cruz                       | |                                               |
| Illana                 | Guadalajara      | Promontorio en la Vega de San Isidro   | |                                               |
| Isso                   | Albacete         | Cerro del Castillo (Torre Almohade)    | |                                               |
| Moratalla              | Murcia           | Arroyo Benamor                         | | 38°11′N 1°53′O / 38.183, -1.883               |
| Montiel                | Ciudad Real      | Cueva de la Encantá                    | |                                               |
| Montijo                | Badajoz          | Laguna de las encantás                 | |                                               |
| Munera                 | Albacete         | Cerro del Castillo de Munera           | | 39°03′N 2°12′O / 39.050, -2.200               |
| Narón (moura)          | Coruña, La       | Pena Molexa                            | |                                               |
| Orense (moura)         | Orense           | Monte das Cantariñas                   | |                                               |
| Paterna del Madera     | Albacete         | Cueva de la Encantada (Río Madera)     | | 38°33′N 1°20′O / 38.550, -1.333               |
| Picazo, El             | Cuenca           | Peñasco de La Encantada                | |                                               |
| Puerto Lumbreras       | Murcia           | Rambla Nogalte                         | | 37°34′N 1°49′O / 37.567, -1.817               |
| Rojales                | Alicante         | Cabezo Soler                           | | 38°05′N 0°43′O / 38.083, -0.717               |
| Sangonera la Seca      | Murcia           | Cueva Mayayo                           | |                                               |
| Santa Cruz de la Zarza | Toledo           | Cerro de la Encantada                  | | 39°58′N 3°11′O / 39.967, -3.183               |
| Torrejoncillo del Rey  | Cuenca           | Cerro de la Mora Encantada             | |                                               |
| Uclés                  | Cuenca           | Cueva de la Mora Encantada             | | 39°58′N 2°51′O / 39.967, -2.850               |
| Villarrobledo          | Albacete         | Cerro la Encantá                       | Joven bellísima, larga cabellera, castillo, boda a la fuerza, peine de oro, flores extrañas y únicas, Noche de San Juan | 39°16′N 2°36′O / 39.267, -2.600               |
| Santisteban del Puerto | Jaén             | Cueva de la Encantá                    | Joven mora bellísima, larga cabellera, castillo, peine de plata, espejo, Noche de San Juan | 38°14.385′N 3°11.131′O / 38.239750, -3.185517 |

### Mapa de localización
| Narón Aramayona Cegama Orense Santa Cruz de la Zarza Illana Torrejoncillo del Rey Uclés Carrascosa del Campo El Picazo Barchín del Hoyo Uclés Villarrobledo Munera Granátula de Calatrava Paterna del Madera Hellín Isso Moratalla Rojales Caravaca de la Cruz Sangonera la Seca Puerto Lumbreras Baza Granada Montiel En el mapa adjunto se advierte como la presencia de la leyenda se concentra, fundamentalmente, en localidades de tres zonas concretas de la península: Galicia, La Mancha–Sureste (Murcia y provincias de Albacete y Cuenca principalmente) y País Vasco. Aunque no existen estudios que vinculen la leyenda a una cultura o conjunto de creencias concretas; es bastante notable el hecho de que coinciden, grosso modo, con lugares de antiquísima tradición cultural: Zona argárica, Bronce Manchego, Cultura castreña, Pueblos vascos. Así mismo, bastantes de estas encantadas se presentan en localidades limítrofes o muy cercanas entre sí, (Hellín–Isso, Barchín del Hoyo–El Picazo–Villarrobledo–Munera, Illana–Santa Cruz de la Zarza–Torrejoncillo del Rey–Carrascosa del Campo–Uclés, Baza–Granada, Aramayona–Cegama, etc.), configurando al sureste un clarísimo eje ideal entre el este de Madrid y Cartagena. |